# Sahra Wagenknecht
Sahra Wagenknecht (født 16. juli 1969 i Jena) er en tysk politiker, der er politisk leder for sit selvstiftede parti Bündnis Sahra Wagenknecht. Hendes mor arbejdede i Berlin, DDR og lod sin datter vokse op hos bedsteforældrene i Jena, DDR. Hendes far blev udvist fra Vestberlin til Iran da hun var tre år. Hun blev første gang medlem af Forbundsdagen for Die Linke i 2009. Hun var til 2013 medlem af næstformandskabet i partiet, men opgav det til fordel for at arbejde på fuld tid i Forbundsdagen. Hun var medlem af Europaparlamentet i perioden 2004-2009. Politiske modstandere beskriver hende som venstreekstremist, stalinist og kommunist (sidstnævnte ord er hendes eget ordvalg) og hun er blevet overvåget af efterretningstjenesten Verfassungsschutz. I januar 2024 løsrev hun og flere medlemmer af Forbundsdagen for Die Linke sig og stiftede partiet Bündnis Sahra Wagenknecht.
Hun har blandt andre skrevet bøgerne Freiheit statt Kapitalismus: Wie wir zu mehr Arbeit, Innovation und Gerechtigkeit kommen og Freiheit statt Kapitalismus: Über vergessene Ideale, die Eurokrise und unsere Zukunft (Hovedtitel på begge bøger: Frihed i stedet for kapitalisme), bøgerne er ikke udkommet på dansk.
Hendes seneste udgivelse Die Selbstgerechten. Mein Programm für Gemeinsinn und Zusammenhalt (2021) er dog oversat til dansk under titlen De selvretfærdige Mit modsvar for fællesfølelse og sammenhold